# Vékonycsőrű vanga
A vékonycsőrű vanga (Xenopirostris xenopirostris) a madarak osztályának verébalakúak (Passeriformes) rendjébe és a vangagébicsfélék (Vangidae) családjába tartozó  faj.

## Rendszerezése
A fajt Frédéric de Lafresnaye francia ornitológus írta le 1850-ben, a Vanga nembe Vanga xenopirostris néven.

## Előfordulása
Madagaszkár déli részén honos. Természetes élőhelyei a szubtrópusi vagy trópusi száraz erdők és cserjések. Állandó, nem vonuló faj.

## Megjelenése
Testhossza 24 centiméter, testtömege 52-63 gramm.

## Természetvédelmi helyzete
Az elterjedési területe korlátozott, egyedszáma ugyan ismeretlen, de még nem éri el a kritikus szintet. A Természetvédelmi Világszövetség Vörös listáján nem fenyegetett fajként szerepel.